# Cystangium nothofagi
Cystangium nothofagi är en svampart som först beskrevs av E. Horak, och fick sitt nu gällande namn av Trappe, T. Lebel & Castellano 2002. Cystangium nothofagi ingår i släktet Cystangium och familjen kremlor och riskor.   Inga underarter finns listade i Catalogue of Life.